# Vastse-Kuuste
Vastse-Kuuste är en ort i Estland. Den ligger i Vastse-Kuuste kommun och landskapet Põlvamaa, i den sydöstra delen av landet, 190 km sydost om huvudstaden Tallinn. Vastse-Kuuste ligger 76 meter över havet och antalet invånare är 510.
Terrängen runt Vastse-Kuuste är platt. Runt Vastse-Kuuste är det glesbefolkat, med 9 invånare per kvadratkilometer. Närmaste större samhälle är Põlva, 14,5 km sydost om Vastse-Kuuste. I omgivningarna runt Vastse-Kuuste växer i huvudsak blandskog.